# Heinrich Bertelsmann

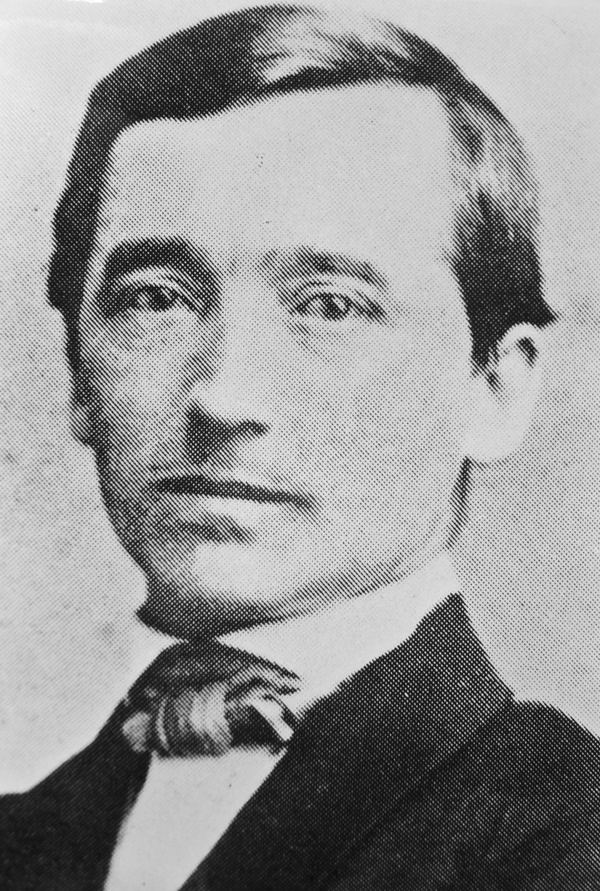
Heinrich Bertelsmann

Heinrich Friedrich Christian Bertelsmann (* 23. Dezember 1827 in Gütersloh; † 3. März 1887 in Berlin) war ein deutscher Verleger und Sohn von Carl Bertelsmann, dem Gründer des C. Bertelsmann Verlages.
Unter seiner Leitung fanden ab 1849 (Teil-)Aufkäufe anderer Verlage statt, um Publikationen aus den Bereichen Jugendliteratur, Sprachwissenschaften und Geschichte dem Verlagsprogramm hinzu zu fügen. Dies trug erheblich dazu bei, die Expansion des Verlages voranzutreiben.
Bertelsmann war seit 1856 mit Emma Friederike Luise Charlotte Baake (1832–1896) verheiratet. Seine Tochter Friederike (1859–1946) heiratete im Jahr 1881 den Buchhändler Johannes Mohn, der nach Bertelsmanns Tod den Verlag weiterführte.